# Исланд на Светском првенству у атлетици на отвореном 2019.
Исланд је учествовао на 17. Светском првенству у атлетици на отвореном 2019. одржаном у Дохи од 27. септембра до 6. октобра седамнаести пут, односно на свим првенствима до данас. Репрезентацију Исланда представљао је 1 такмичар који се такмичио у бацању диска.,.
На овом првенству такмичар Исланда није освојио ниједну медаљу нити је постигао неки резултат.

## Учесници
Мушкарци:
- Гвидни Валур Гвиднасон — Бацање диска

## Резултати

### Мушкарци
| Атлетичар              | Дисциплина   | Лични рекорд | Квалификације | Квалификације | Полуфинале | Полуфинале | Финале               | Финале  | Детаљи |
| Атлетичар              | Дисциплина   | Лични рекорд | Резултат      | Место         | Резултат   | Место      | Резултат             | Место   | Детаљи |
| ---------------------- | ------------ | ------------ | ------------- | ------------- | ---------- | ---------- | -------------------- | ------- | ------ |
| Гвидни Валур Гвиднасон | Бацање диска | 65,53        | 53,91         | 16. у гр. А   |            |            | Није се квалификовао | 32 / 32 |        |